# Guido Tilche

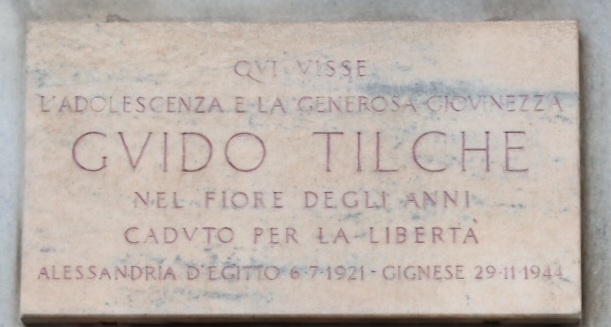
Targa commemorativa in Via Marcora 12

Guido Tilche, detto il Fachiro (Alessandria d'Egitto, 7 luglio 1921 – Gignese, 30 novembre 1944) è stato un partigiano, militare e patriota italiano, vittima dei rallestramenti nazisti del 1944 presso il Lago Maggiore.

## Biografia
Guido Tilche nacque ad Alessandria d'Egitto da Renè Tilche (nato nel 1898) e da Tina Leo Greco. La famiglia di origine italiana si era stabilita in Egitto, ove praticava l'attività mercantile, in particolar modo nel settore del cotone. Nel 1926 nacque il fratello Paolo Tilche.
Tornato in Italia con la famiglia, prese parte al servizio militare. Partì per la Campagna di Russia, dalla quale tornò ammalato. In seguito raggiunse una formazione di partigiani a Gignese, dove era conosciuto con il nome di “Fachiro”. Divenne in seguito Vice-comandante della 7ª Brigata "Paolo Stefanoni" della Divisione Valtoce, formazione operante nella zona del Verbano-Cusio-Ossola.
Restò vittima di un rastrellamento il 29 novembre del 1944, nel quale il compagno Renato Boeri fu catturato dai tedeschi e portato a Baveno, per essere interrogato dal Capitano delle SS Stamm.